# Дитяча гра (фільм, 1988)
«Дитяча гра» (англ. Child's Play) — американський фільм жахів 1988 року.
Скориставшись магією, щоб вижити, серійний убивця Чакі переселяє свою душу в найближче тіло, яким виявляється лялька. Згодом лялька опиняється в хлопчика Енді, якому ніхто не вірить, що Чакі живий і хоче завершити свою помсту.

## Сюжет
Детектив Майк Норріс переслідує серійного вбивцю-втікача Чарльза Лі Рея вулицями Чикаго. Лі Рей ховається в магазині іграшок, де Норріс його застрелює. Помираючи, Рей обіцяє помститися і промовляє закляття, щоб перенести свою душу в одну з ляльок марки Good Guy (в українському озвученні «Хлопчак»). У магазин влучає блискавка, розкидаючи все навколо. Норріс потім знаходить тіло Рея поруч із лялькою.
Шестирічний син вдови Карен Барклай, Енді, дуже хоче отримати ляльку Good Guy на свій день народження, але на це бракує грошей. Незабаром Карен дізнається, що бездомний чоловік поблизу має цю ляльку (він вкрав її з магазину) та купує її в нього. Лялька може говорити й називає себе «Чакі». Тієї ж ночі подруга Карен, Меггі, наглядає за Енді, бо Карен працює допізна. Коли Енді в ванній, Меггі знаходить Чакі перед телевізором, і сварить за це хлопчика. Той каже, що не робив цього, але Меггі не вірить. Коли Енді засинає, Чакі вдаряє Меггі іграшковим молотком і вона випадає з вікна, розбившись на смерть.
Поліція обшукує квартиру, Норріс підозрює у вбивстві Енді, всупереч протестам Карен. Енді стверджує, що це Чакі вбив Меггі, і каже, що Чакі сказав йому своє справжнє ім'я — «Чарльз Лі Рей».
Наступного ранку Чакі наказує Енді пропустити школу та поїхати з ним до центру міста. Поки Енді відволікається, Чакі пробирається в будинок свого колишнього спільника, Едді Капуто, і вбиває його, спричинивши вибух газу. В поліції Енді знову вважають підозрюваним і відправляють до психіатричної лікарні, коли хлопчик винить у вибусі ляльку.
Повернувшись додому, Карен знаходить батарейки в коробці, з чого розуміє, що лялька рухалася і говорила без них. Налякана Карен запалює камін і погрожує Чакі спалити його. Тоді Чакі нападає на неї та втікає. Карен йде в поліцію і пояснює, що сталося, та Норріс їй не вірить. Карен розшукує чоловіка, який продав їй ляльку, і Норріс потім допитує його, змушуючи зізнатися, що той украв ляльку з магазину іграшок.
Чакі потім проникає а авто до Норріса та намагається задушити детектива й убити ножем. Норріс стріляє в ляльку, змушуючи її тікати. Отвір від кулі при цьому починає кровоточити. Чакі відвідує свого колишнього інструктора з вуду Джона, який повідомляє йому, що Чакі поступово перетворюється на людину. Чакі вимагає врятувати його та примушує розповісти секрет переселення в інше тіло. Джон розповідає, що Чакі може переселитися тільки в першу людину, яка розкрила його особу — це Енді. Чакі невдоволений, він смертельно ранить Джона й тікає. Карен і Норріс прибувають незабаром після цього. Перед смертю Джон каже їм, що аби вбити Чакі, вони повинні вразити ляльку в серце.
Чакі прибуває до психіатричної лікарні, де тримають Енді, і вбиває лікаря електрошоковим пристроєм. Скориставшись насталим хаосом, Енді тікає додому, але Чакі слідкує за ним і приголомшує хлопчика. Коли Чакі готується переселити свою душу, приходять Карен і Норріс. Карен і Енді вдається зловити Чакі в камін і підпалити його, але обгорілий Чакі вибирається й починає гонитву за Енді. Карен кілька разів стріляє в Чакі з даного Норрісом пістолета, відстрілюючи ляльці голову та руку. Але щоб прострелити серце куль не лишається.
Партнер Норріса, Джек, приходить до квартири, спочатку відмовляючись повірити в його розповідь. Останки Чакі зненацька вириваються з вентиляції, щоб задушити Джека. Карен вдається відірвати Чакі від Джека, а Норріс стріляє Чакі в серце. Джек каже, що тепер вірить Майку, але ніхто не повірить йому. Потім Джек, Норріс, Карен та Енді вирушають до лікарні, а Енді наостанок озирається, дивлячись на останки Чакі.

## У ролях
- Кетрін Гікс — Карен Барклай
- Кріс Сарандон — Майк Норріс
- Алекс Вінсент — Енді Барклай
- Бред Дуріф — Чарльз Лі Рей/Чакі
- Дайна Менофф — Меггі Петерсон
- Томмі Свердлоу — Джек Сантос
- Джек Колвін — доктор Ардмор
- Ніл Джунтолі — Едді Капуто
- Хуан Рамірес — рознощик
- Алан Вайлдер — містер Крісвелл
- Річард Бейрд — репортер в магазин іграшок
- Реймонд Олівер — доктор Дет
- Аарон Осборн — черговий
- Тайлер Хард — Мона
- Тед Лісс — Джордж
- Розлін Александр — Люсі
- Бо Кейн — диктор
- Лейла Лі Олсен — диктор

## Продовження
Згодом фільм отримав продовження, зокрема «Дитяча гра 2» (1990), «Дитяча гра 3» (1991), «Наречена Чакі» (1998), «Нащадок Чакі» (2004), «Прокляття Чакі» (2013), і «Культ Чакі» (2017).